# Andreas Dreitz
Andreas Dreitz, né le 31 décembre 1988 à Lichtenfels en Bavière, est un triathlète allemand, multiple vainqueur sur distance Ironman 70.3.

## Palmarès
Le tableau présente les résultats les plus significatifs (podium) obtenus sur le circuit international de triathlon depuis 2014.
| Année | Compétition               | Pays       | Position          | Temps           |
| ----- | ------------------------- | ---------- | ----------------- | --------------- |
| 2019  | Challenge Roth            | Allemagne  | Médaille d'or     | 7 h 59 min 2 s  |
| 2019  | Ironman 70.3 Marbella     | Espagne    | Médaille d'or     | 3 h 56 min 48 s |
| 2018  | Challenge Roth            | Allemagne  | Médaille d'argent | 7 h 53 min 6 s  |
| 2017  | Ironman Italie            | Italie     | Médaille d'or     | 8 h 13 min 27 s |
| 2016  | Ironman 70.3 Majorque     | Espagne    | Médaille d'or     | 4 h 4 min 14 s  |
| 2016  | Ironman 70.3 Jönköping    | Suède      | Médaille d'or     | 3 h 49 min 45 s |
| 2016  | Ironman 70.3 Allemagne    | Allemagne  | Médaille d'or     | 3 h 59 min 5 s  |
| 2016  | Ironman 70.3 Rügen        | Allemagne  | Médaille d'or     | 3 h 43 min 54 s |
| 2016  | Challenge Billund-Herning | Danemark   | Médaille d'or     | 3 h 49 min 17 s |
| 2016  | Ironman 70.3 Texas        | États-Unis | Médaille d'argent | 3 h 43 min 46 s |
| 2016  | Ironman 70.3 Californie   | États-Unis | Médaille d'argent | 3 h 50 min 41 s |
| 2015  | Ironman 70.3 Majorque     | Espagne    | Médaille d'or     | 3 h 56 min 48 s |
| 2015  | Ironman 70.3 Raleigh      | États-Unis | Médaille d'or     | 3 h 50 min 41 s |
| 2014  | Ironman 70.3 Majorque     | Espagne    | Médaille d'or     | 3 h 51 min 38 s |
| 2014  | Challenge Fuerteventura   | Espagne    | Médaille d'or     | 4 h 1 min 47 s  |
| 2014  | City Triathlon Heilbronn  | Allemagne  | Médaille d'or     | 2 h 56 min 38 s |